# برون‌لو (ویرجینیای غربی)
برون‌لو (به انگلیسی: Brownlow) یک منطقهٔ مسکونی در ایالات متحده آمریکا است که در شهرستان تیلور، ویرجینیای غربی واقع شده‌است. برون‌لو ۳۷۷٫۹۶ متر بالاتر از سطح دریا واقع شده‌است.